# Gens Porcia
Die gens Porcia (Porcia, deutsch Porcier) war eine römische Plebejerfamilie (gens).
Sie stammte aus Tusculum. Der von lateinisch porcus, „Schwein“, abgeleitete Name soll darauf zurückgehen, dass die Schweinezucht eine der Einnahmequellen der gens war. Seit der zweiten Hälfte des 3. Jahrhunderts v. Chr. stellten sie zahlreiche Magistrate, jedoch noch keinen Konsul, und entwickelten sich so zu einer der einflussreichsten Familien.
Es gab viele Zweige (stirpes) der Porcier, die wichtigsten waren die Licini, Catones und Laecae. Mit Marcus Porcius Cato dem Älteren stellte die Familie im Jahr 195 v. Chr. den ersten Konsul, im Jahr 184 v. Chr. wurde mit Lucius Porcius Licinus die zweite Linie konsular. 
Die meistgenutzten Praenomen der Porcier waren Lucius und Marcus.

## Bekannte Namensträger der Gens
- Gaius Porcius Cato (Konsul 114 v. Chr.), Politiker
- Gaius Porcius Cato (Volkstribun), römischer Politiker, Volkstribun 56 v. Chr.
- Lucius Porcius Cato († 89 v. Chr.), Politiker
- Lucius Porcius Crescens, römischer Offizier (Kaiserzeit)
- Lucius Porcius Licinus (Prätor), römischer Prätor 207 v. Chr.
- Lucius Porcius Licinus (Konsul 184 v. Chr.), römischer Konsul
- Lucius Porcius Licinus (Duumvir), römischer Duumvir 181 v. Chr.
- Lucius Porcius Licinus (Triumvir monetalis), als römischer Triumvir monetalis 92 v. Chr. bezeugt
- Marcus Porcius († ~50 v. Chr.), Beamter in Pompeji
- Marcus Porcius Cato der Ältere, auch Marcus Porcius Cato Censorius genannt (234 v. Chr.–149 v. Chr.), römischer Feldherr, Historiker, Schriftsteller und Staatsmann
- Marcus Porcius Cato Licinianus († 152 v. Chr.), römischer Offizier und Jurist
- Marcus Porcius Cato Salonianus der Ältere (* 154 v. Chr.), römischer Prätor
- Marcus Porcius Cato (Konsul 118 v. Chr.) († 118 v. Chr.), römischer Konsul
- Marcus Porcius Cato Salonianus der Jüngere, römischer Prätor
- Marcus Porcius Cato der Jüngere (95 v. Chr.–46 v. Chr.), genannt auch Cato Uticensis, römischer Feldherr und Staatsmann
- Marcus Porcius Cato (Sohn des Cato Uticensis) († 42 v. Chr.), römischer Politiker und Feldherr
- Marcus Porcius Cato (Rhetoriker) († 4 v. Chr.), römischer Rhetoriklehrer
- Marcus Porcius Cato (Suffektkonsul), römischer Politiker, Suffektkonsul 36 n. Chr.
- Marcus Porcius Laeca, Mitverschwörer von Catilina
- Marcus Porcius Latro († 4 v. Chr.), römischer Lehrer der Beredsamkeit und Übungsredner mit einer eigenen Rhetorikschule
- Marcus Porcius Marcellus, römischer Offizier (Kaiserzeit)
- Porcia (Schwester Catos)
- Porcia (Tochter Catos) († 42 v. Chr.), Frau des Brutus
- Publius Porcius Laeca, Volkstribun 199 v. Chr., Prätor 195 v. Chr.
- Quintus Porcius Potitus, römischer Offizier (Kaiserzeit)

## Andere
- Porcius Festus († 62 n. Chr.), römischer Eques und Amtsträger in der Provinz Syrien
- Porcius Vetustinus (um 150 n. Chr.), römischer Eques und Prokurator der Provinz Mauretania Caesariensis